# Major-Studio
Als Major-Studio oder Major-Verleih bezeichnet man die großen US-amerikanischen Filmstudios, also Filmproduktionsgesellschaften mit angeschlossenem Filmverleih, die für den Großteil der weltweiten Box-Office-Umsätze verantwortlich sind. Die Zusammenstellung der Major-Studios hat sich in den letzten Jahrzehnten mehrfach verändert. Diese Studios haben sich zur Motion Picture Association of America zusammengeschlossen.

Die Big Five der klassischen Hollywood-Ära
Paramount
Metro-Goldwyn-Mayer
Warner Brothers
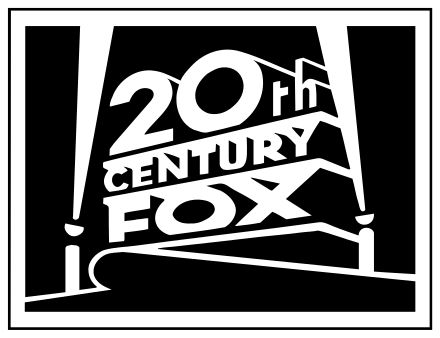
20th Century Fox
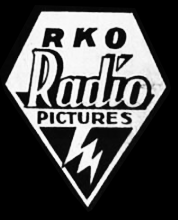
RKO

In der Hauptzeit der klassischen Hollywood-Ära wurden als Major-Studio Filmgesellschaften bezeichnet, die eine vertikale Integration von Filmproduktion, Verleih und Kinos aufwiesen. Dies waren die sogenannten Big Five: Paramount, Metro-Goldwyn-Mayer, Warner Brothers, 20th Century Fox und RKO. Filmgesellschaften, die keine eigenen Kinos betrieben, wurden als Mini-Majors bezeichnet.

Die zeitgenössischen Big Five von Hollywood
Disney Studio Content Group
Warner Bros. Entertainment
Universal Pictures
Sony Pictures Entertainment
Paramount Pictures

Aktuell zählen folgende fünf Unternehmen zu den Major-Studios:
- Disney Studio Content Group
- Warner Bros. Entertainment
- Universal Pictures
- Sony Pictures Entertainment
- Paramount Pictures